# Morti nel 1991/Novembre
| Questa pagina contiene informazioni ricavate automaticamente dalle voci biografiche con l'ausilio del template Bio e di un bot. L'aggiornamento è periodico e automatico e ricostruisce completamente la pagina. Se manca una persona in questa lista, sei pregato di non aggiungerla, ma accertati piuttosto che la sua voce biografica contenga il template Bio e che i dati anagrafici siano correttamente compilati. Se il template Bio manca, inseriscilo tu stesso o, in alternativa, metti l'avviso {{tmp\|Bio}} che ne segnala la mancanza. Se i dati riportati sono sbagliati, correggi direttamente la voce biografica; le modifiche saranno visibili in questa lista entro pochi giorni. Per chiarimenti vedi il progetto biografie. La lista contiene solo le 108 persone che sono citate nell'enciclopedia e per le quali è stato implementato correttamente il template Bio. Pagina aggiornata al 3 mar 2024. |

- 1º novembre - Moisés Carmona, vescovo messicano (n. 1912)
- 2 novembre - Irwin Allen, regista, produttore cinematografico e sceneggiatore statunitense (n. 1916)
- 2 novembre - Jimmy Hull, cestista e allenatore di pallacanestro statunitense (n. 1917)
- 2 novembre - Hannes Messemer, attore tedesco (n. 1924)
- 2 novembre - Francisco Moreira, calciatore portoghese (n. 1915)
- 2 novembre - Mort Shuman, cantante, compositore e produttore discografico statunitense (n. 1936)
- 3 novembre - Veniamin Aleksandrov, hockeista su ghiaccio sovietico (n. 1937)
- 3 novembre - Finn Alnæs, scrittore norvegese (n. 1932)
- 3 novembre - Theo Rossi di Montelera, imprenditore, bobbista e sportivo italiano (n. 1902)
- 3 novembre - Marinus Valentijn, ciclista su strada e pistard olandese (n. 1900)
- 4 novembre - Luciano Ceschia, scultore e pittore italiano (n. 1925)
- 4 novembre - Aminta Migliari, partigiano italiano (n. 1920)
- 5 novembre - Billy Atkins, giocatore di football americano statunitense (n. 1934)
- 5 novembre - Stelio Crise, bibliotecario, scrittore e critico letterario italiano (n. 1915)
- 5 novembre - Roy Garforth, pallanuotista britannico (n. 1918)
- 5 novembre - Fred MacMurray, attore statunitense (n. 1908)
- 5 novembre - Robert Maxwell, editore, politico e imprenditore britannico (n. 1923)
- 6 novembre - Boris Aleksandrovič Arbuzov, chimico sovietico (n. 1903)
- 6 novembre - Harriet Bland, velocista statunitense (n. 1915)
- 6 novembre - Sergio Saroni, pittore italiano (n. 1934)
- 6 novembre - Gene Tierney, attrice statunitense (n. 1920)
- 7 novembre - Maxine Mitchell, schermitrice statunitense (n. 1917)
- 7 novembre - Tom of Finland, disegnatore e illustratore finlandese (n. 1920)
- 8 novembre - François Bourricaud, sociologo francese (n. 1922)
- 8 novembre - Vittorio Chesi, giornalista italiano (n. 1916)
- 8 novembre - Domenico Ludovico, generale, aviatore e scrittore italiano (n. 1905)
- 8 novembre - Ludovico Magrini, giornalista italiano (n. 1937)
- 8 novembre - Charlotte Moorman, violoncellista e artista statunitense (n. 1933)
- 9 novembre - Hans Liljedahl, tiratore a volo svedese (n. 1913)
- 9 novembre - Yves Montand, cantante e attore italiano (n. 1921)
- 10 novembre - Eva Bosáková, ginnasta cecoslovacca (n. 1931)
- 10 novembre - Dick the Bruiser, giocatore di football americano e wrestler statunitense (n. 1929)
- 10 novembre - Gunnar Gren, calciatore e allenatore di calcio svedese (n. 1920)
- 10 novembre - Enrique Labrador Ruiz, giornalista e scrittore cubano (n. 1902)
- 10 novembre - Alessandro Lessona, ufficiale, politico e dirigente sportivo italiano (n. 1891)
- 10 novembre - Florian Radu, allenatore di calcio e calciatore rumeno (n. 1920)
- 10 novembre - Montserrat Roig i Fransitorra, scrittrice e giornalista spagnola (n. 1946)
- 11 novembre - Myrna DeBerry, cestista statunitense (n. 1947)
- 11 novembre - Nellie Halstead, velocista britannica (n. 1910)
- 11 novembre - Pia Lombardi, politica italiana (n. 1903)
- 11 novembre - Morton Stevens, compositore statunitense (n. 1929)
- 12 novembre - Diane Brewster, attrice statunitense (n. 1931)
- 12 novembre - Bobby Joe Edmonds, cestista statunitense (n. 1941)
- 12 novembre - Ragnar Granit, neurofisiologo finlandese (n. 1900)
- 12 novembre - James Schuyler, poeta statunitense (n. 1923)
- 12 novembre - Gabriele Tinti, attore italiano (n. 1932)
- 12 novembre - Tom Wukovits, cestista statunitense (n. 1916)
- 13 novembre - Paul-Émile Léger, cardinale e arcivescovo cattolico canadese (n. 1904)
- 13 novembre - Maurice Mercery, calciatore francese (n. 1902)
- 13 novembre - Rudolf Turek, storico e archeologo ceco (n. 1910)
- 13 novembre - Georges Winckelmans, calciatore e allenatore di calcio francese (n. 1910)
- 14 novembre - Tony Richardson, regista e produttore cinematografico inglese (n. 1928)
- 15 novembre - Sylvio Hoffmann, calciatore brasiliano (n. 1908)
- 15 novembre - Robert McCall, danzatore su ghiaccio canadese (n. 1958)
- 15 novembre - Jacques Morali, produttore discografico e compositore francese (n. 1947)
- 15 novembre - Stan Noszka, cestista e politico statunitense (n. 1920)
- 15 novembre - Giovanni Proni, vescovo cattolico italiano (n. 1912)
- 16 novembre - Ciccio Franco, politico, sindacalista e attivista italiano (n. 1930)
- 16 novembre - Sergio Liberovici, etnomusicologo e compositore italiano (n. 1930)
- 16 novembre - Gustav Wetterström, calciatore svedese (n. 1911)
- 17 novembre - Eileen Agar, pittrice e fotografa britannica (n. 1899)
- 17 novembre - Maurice Banach, calciatore tedesco (n. 1967)
- 17 novembre - Alfrēds Krauklis, cestista e allenatore di pallacanestro lettone (n. 1911)
- 17 novembre - Horst Mühlmann, calciatore e giocatore di football americano tedesco (n. 1940)
- 17 novembre - Adrian Quist, tennista australiano (n. 1913)
- 18 novembre - Claude Cahen, arabista e storico francese (n. 1909)
- 18 novembre - Gustáv Husák, politico cecoslovacco (n. 1913)
- 18 novembre - Claudio Sicilia, mafioso italiano (n. 1948)
- 19 novembre - Rich Dumas, cestista statunitense (n. 1944)
- 19 novembre - Hans Goldmann, medico ceco (n. 1899)
- 19 novembre - Reggie Nalder, attore austriaco (n. 1907)
- 19 novembre - Leonid Leonidovič Obolenskij, regista cinematografico russo (n. 1902)
- 20 novembre - Siniša Glavašević, giornalista croato (n. 1960)
- 20 novembre - Ali Mustafayev, pubblicista azero (n. 1952)
- 20 novembre - Antun Stipančić, tennistavolista croato (n. 1949)
- 21 novembre - Daniel Mann, regista statunitense (n. 1912)
- 21 novembre - Ernest Dichter, psicologo austriaco (n. 1907)
- 22 novembre - Antoine Berman, filosofo e traduttore francese (n. 1942)
- 22 novembre - Vittorio Carioli, calciatore italiano (n. 1943)
- 22 novembre - Tadashi Imai, regista giapponese (n. 1912)
- 23 novembre - Corrado Biasotto, calciatore italiano (n. 1912)
- 23 novembre - Ullrich Haupt, attore tedesco (n. 1915)
- 23 novembre - Klaus Kinski, attore e regista tedesco (n. 1926)
- 23 novembre - Ken Uehara, attore giapponese (n. 1909)
- 24 novembre - Eric Carr, batterista statunitense (n. 1950)
- 24 novembre - Costantino Dardi, architetto italiano (n. 1936)
- 24 novembre - Aminta Fieschi, medico italiano (n. 1904)
- 24 novembre - Anton Furst, scenografo inglese (n. 1944)
- 24 novembre - Franco Lantieri, attore italiano (n. 1928)
- 24 novembre - Freddie Mercury, cantautore e compositore britannico (n. 1946)
- 25 novembre - Eleanor Audley, attrice e doppiatrice statunitense (n. 1905)
- 25 novembre - Alberico Sala, scrittore, poeta e critico d'arte italiano (n. 1923)
- 26 novembre - Dehl Berti, attore statunitense (n. 1921)
- 26 novembre - François Billetdoux, drammaturgo francese (n. 1927)
- 26 novembre - Enzo Cerusico, attore e cantante italiano (n. 1937)
- 26 novembre - Ignazio Drago, scrittore italiano (n. 1902)
- 26 novembre - Edward H. Heinemann, ingegnere statunitense (n. 1908)
- 26 novembre - Gertrud Pålson-Wettergren, mezzosoprano svedese (n. 1897)
- 26 novembre - Alberto Gaudêncio Ramos, arcivescovo cattolico brasiliano (n. 1915)
- 27 novembre - Vilém Flusser, filosofo, scrittore e giornalista ceco (n. 1920)
- 28 novembre - Anton Bilek, calciatore austriaco (n. 1903)
- 28 novembre - Carolina Rispoli, scrittrice italiana (n. 1893)
- 28 novembre - Giampaolo Saccarola, attore e doppiatore italiano (n. 1952)
- 29 novembre - Joe Bonson, calciatore inglese (n. 1936)
- 29 novembre - Ludovico Geymonat, filosofo, matematico e storico della filosofia italiano (n. 1908)
- 29 novembre - Ralph Bellamy, attore statunitense (n. 1904)
- 30 novembre - Oskar Thierbach, ciclista su strada e pistard tedesco (n. 1909)
- 30 novembre - Franco Varaldo, politico italiano (n. 1906)